# Pont du Truc de la Fare
Le Pont du Truc de la Fare est un pont routier enjambant l'autoroute A75, dans le département de la Lozère, en France. Il tire son nom du truc de la Fare, sommet volcanique situé à proximité.

## Historique
L'autoroute A75 a fait l'objet d'un aménagement paysager et architectural. Il y a donc eu de la part des concepteurs une volonté de traiter les ouvrages avec un soin particulier pour les intégrer dans le paysage mouvementé de la Lozère.
Le profil en long de l'autoroute au droit du rétablissement du chemin du Truc de la Fare entraîné un décaissement dans le rocher d'une quinzaine de mètres. Il s'est donc posé au concepteurs une question sur la meilleure manière de franchir une brèche d'une quarantaine de mètres sur quinze mètres de hauteur dans un déblai rocheux.
Deux solutions ont été mises en concurrence. C'est celle étudiée par le Sétra sous la direction de Michel Virlogeux qui a été choisie après remise des prix.
Les seules contraintes imposées étaient le franchissement par une travée de 53 mètres et un écran de 2 mètres de hauteur pour masquer la perception du vide au bétail. L'ouvrage a été classé pont de 3e classe : il supporte une voie de 5 mètres de largeur avec deux trottoirs de 0,50 m.
L'ouvrage est en alignement rectiligne avec une pente constante de 1 %.
La solution réalisée est un tablier de section constante en U de 8 mètres de largeur totale avec des ailes latérales de 1,63 mètre de hauteur pour une largeur moyenne de 0,75 mètre. La dalle supportant la chaussée est d'épaisseur variable : 0,60 mètre à ses encastrements, 0,26 mètre au milieu avec un minimum de 0,22 mètre dû à la forme en double pente de la face supérieure alors que la partie centrale de l'intrados est horizontale transversalement.
Le moment de flexion de la dalle est maximum à mi-portée du tablier. Sous-poids charges permanentes, la courbe du moment de flexion est sensiblement parabolique. Pour reprendre ces sollicitations, l'ouvrage a été sous-bandé à l'aide de câbles de précontrainte suivant approximativement le funiculaire des charges. Le maintien des câbles à la distance désirée du tablier est fait par des bracons déviateurs métalliques.
Le sous-bandage du tablier est fait par 3 bracons placés à 13,50 mètres des appuis sur culées et dans l'axe de l'ouvrage. La conception de ce sous-bandage a été faite en respectant deux critères :
- les projections verticales des efforts dans les câbles au droit des points d'appui des bracons sur le tablier sont égales aux réactions d'appui du tablier sous ses charges permanentes en le supposant simplement appuyé au droit des bracons,
- chaque bracon est incliné suivant la bissectrice de l'angle formé par les câbles à leur point d'appui sur ce bracon.

Les bracons sont en V : ils s'appuient sur les nervures latérales de la section en U du tablier.
Les câbles sont placés dans un plan incliné unique fait par leurs positions sur le bracon central et leurs points d'ancrage aux extrémités du tablier.
Du fait de la souplesse de la structure, ces câbles se comportent plus comme des haubans que comme des câbles de précontrainte. Ils doivent en effet reprendre une surtension lorsqu'ils reprennent les charges d'exploitation. La limitation à 0,45.FRG (45 % de la force de rupture garantie des câbles) de la tension maximale dans les câbles a conduit à prévoir 5 câbles composés de 19 torons de diamètre 15 mm (section de chaque câble 19T15 : 2 850 mm²).
La dalle du tablier est précontrainte transversalement et les ailes de la section en U est précontrainte longitudinalement par 6 câbles 12T15 (12 torons de 15 mm de diamètre).